# Дэнни Пинк
Руперт «Дэнни» Пинк (англ. Rupert "Danny" Pink) — персонаж британского научно-фантастического телесериала «Доктор Кто», человек с планеты Земля, сыгранный актёром Сэмюэлом Андерсоном, известным по своим ролям в британских сериалах «Гевин и Стейси» и «Ферма Эммердейл» (в роли полицейского Росса Кирка). По первоначальным данным впервые должен был появиться в 4 эпизоде восьмого сезона, «Слушай», но появился во 2 серии «Внутрь далека» в качестве нового учителя математики школы Коал Хилл в Восточном Лондоне, в которой также работали спутница Двенадцатого Доктора Клара Освальд и одни из первых спутников Первого Доктора Барбара Райт и Иэн Честертон.

## История создания
Как видно, раз Доктор получил новый цикл воплощений, шоураннер сериала Стивен Моффат решил обратиться к мифологии сериала и снова использовать в нём двух учителей школы Коал Хилл.
Сэмюэл сказал:

Я был так рад тому, что буду сниматься в «Докторе Кто», что готов был взлететь, но испугался, что не смогу спуститься к началу съёмок! Это очень важная часть британской культуры, и я поверить не могу, что стал частью её. Это огромная честь — работать рядом с Питером Капальди и Дженной Коулман, мне не терпится продемонстрировать людям, как мой персонаж будет взаимодействовать с этим фантастическим дуэтом! Оригинальный текст (англ.)I was so excited to join Doctor Who I wanted to jump and click my heels.

‘But I was scared I might not come down before filming started! It’s a quintessential part of British culture and I can’t believe I’m part of it. It’s an honour to be able to work alongside Peter Capaldi and Jenna Coleman and I can’t wait to show people how my character becomes involved with such a fantastic duo! — 

## История персонажа
Всё своё детство Руперт Пинк провёл в детском доме графства Глостер, где впервые повстречал Клару Освальд. Руперт говорил, что его имя ему не нравится и, повзрослев, он его сменит. Для того чтобы не возникло парадоксов, Доктор стёр из памяти Руперта их встречу, внедрив в сознание мальчика сон о том, как он стал добрым и храбрым солдатом по имени Дэнни.
Впоследствии Руперт сменил себе имя на Дэнни и действительно стал солдатом, о чём позже вспоминал с сильной горечью. По словам самого Дэнни, за годы войны он вырыл 33 колодца.
После службы в армии Дэнни стал учителем математики в школе Коал Хилл, где познакомился с Кларой Освальд, которую в первый же день пригласил на свидание. Их первое свидание прошло весьма неудачно: сначала оскорблённая Клара хотела уйти, но позже вернулась, затем обиженный Дэнни ушёл сам. В конце они всё обговорили по телефону, Дэнни вновь предложил Кларе встретиться, после чего у них был поцелуй.
Когда в школу устроился новый смотритель, Дэнни заподозрил, что Клара его знает. Смотритель, называющий себя Доктором, часто подкалывал Дэнни, называя его физруком. Позже Дэнни узнал, что Доктор — пришелец с другой планеты, а Клара — его спутница.
Дэнни и Клара часто созванивались, и однажды Клара сказала, что больше не будет путешествовать с Доктором. Только позже она отказалась от этой мысли и начала скрывать это от Дэнни. Через некоторое время он всё-таки узнал правду, но никак не прореагировал.
Спустя несколько дней Клара решила сама рассказать Дэнни обо всём. Во время их телефонного звонка Дэнни насмерть сбила машина. Он попал в Сферу небытия, которая на самом деле была Матрицей Повелителей Времени. Клара нашла способ связаться с Дэнни с помощью голосовой связи, но перед началом разговора Клара попросила Дэнни доказать, что он — это действительно он. Дэнни не предъявляет доказательства, лишь признаваясь в любви, и Клара обрывает связь. Из-за этого Дэнни очень сильно расстраивается, и сотрудник «3С» предлагает избавиться ему от всех эмоций. Однако Дэнни не успевает принять решение до того, как его разум вернётся в обновлённое тело на Землю. Став киберчеловеком, Дэнни разыскивает Клару и просит её включить подавитель эмоций. Всё обдумав, Клара всё же делает это, однако Дэнни по-прежнему питает к ней чувства и на команды Мисси не реагирует. Позже он получает браслет с управлением киберлюдьми и велит им подняться в воздух, а затем взорваться, таким образом рассеяв тучи с наночастицами киберлюдей. Позднее он догадался, что с помощью браслета можно совершить одно перемещение на Землю, но вместо себя он перемещает мальчика, которого убил несколько лет назад. В последний раз появляется на Рождество в качестве проекции подсознания Клары, где убеждает её отпустить его и дальше жить своей жизнью.
В серии «Слушай» Клара встречает потомка Дэнни — Орсона Пинка, который утверждал, что его предки тоже были путешественниками. Как известно, Дэнни не путешествовал с Доктором, а значит речь могла идти о Кларе.

## Появления
| Номер | #     | Серия                         | Оригинальное название       | Сценарист                   | Режиссёр         | Дата выхода                 |
| ----- | ----- | ----------------------------- | --------------------------- | --------------------------- | ---------------- | --------------------------- |
| 243   | 2     | Внутрь далека                 | Into the Dalek              | Фил Форд Стивен Моффат      | Бен Уитли        | 30 августа 2014             |
| 245   | 4     | Слушай                        | Listen                      | Стивен Моффат               | Дуглас Маккиннон | 13 сентября 2014            |
| 246   | 5     | Ограбление во времени         | Time Heist                  | Стив Томпсон Стивен Моффат  | Дуглас Маккиннон | 20 сентября 2014            |
| 247   | 6     | Смотритель                    | The Caretaker               | Гарет Робертс Стивен Моффат | Пол Мёрфи        | 27 сентября 2014            |
| 248   | 7     | Убить Луну                    | Kill the Moon               | Питер Харнесс               | Пол Уилмсхёрст   | 4 октября 2014              |
| 249   | 8     | Мумия в «Восточном экспрессе» | Mummy on the Orient Express | Джейми Мэтисон              | Пол Уилмсхёрст   | 11 октября 2014             |
| 250   | 9     | Плоскость                     | Flatline                    | Джейми Мэтисон              | Дуглас Маккиннон | 18 октября 2014             |
| 251   | 10    | В лесу ночном                 | In the Forest of the Night  | Франк Коттрелл Бойс         | Шери Фолксон     | 25 октября 2014             |
| 252   | 11 12 | Тёмная вода Смерть на небесах | Dark Water Death in Heaven  | Стивен Моффат               | Рэйчел Талалэй   | 1 ноября 2014 8 ноября 2014 |

| Номер | # | Серия               | Оригинальное название | Сценарист     | Режиссёр       | Дата выхода     |
| ----- | - | ------------------- | --------------------- | ------------- | -------------- | --------------- |
| 253   | — | Последнее Рождество | Last Christmas        | Стивен Моффат | Пол Уилмсхёрст | 25 декабря 2014 |